# 东九州短期大学
东九州短期大学（日语：／ Higashikyusyu Tanki Daigaku *）是一所位于日本大分县中津市的私立短期大学。

## 概要

### 简介
- 学校最早可以追溯到1899年[1]。短期大学为于1967年开办[1]、由学校法人扇城学园经营即龙谷综合学园之一、来源于亲鸾的净土真宗[1]。

### 历史
- 1967年 中津女子短期大学成立并同时设置家政科[1]。
- 1968年 幼儿教育科成立[1]。
- 1969年 家政科分离为家政专攻和食物营养专攻[1]。
- 1979年 幼儿教育科变更为幼児教育学科、家政科变更为家政学科[1]。
- 1991年 中津女子短期大学改校名为东九州短期大学[1]。
- 2000年 家政学科家政专攻招生最后[1]。
- 2005年 家政学科食物营养专攻改编为食物营养学科[1]。

## 学校环境
- 校区：在大分县中津市

## 组织

### 学科
- 食物营养学科
- 幼儿教育学科

### 前学科
- 家政学科[注 1]

### 专科
| - 没有 |

### 业余课程
| - 没有 |

### 附属学校
| - 幼儿园 |

### 附属机关
| - 图书馆 |

## 相关链接
- 日本短期大学列表
- 龙谷大学
- 龙谷大学短期大学部
- 九州龙谷短期大学等